# Anomala sagax
Anomala sagax är en skalbaggsart som beskrevs av Thomas Casey 1915. Anomala sagax ingår i släktet Anomala och familjen Rutelidae. Inga underarter finns listade i Catalogue of Life.